# Tăbăcărie (cartier în Constanța)
Tăbăcărie este un cartier din Constanța, situat lângă parcul cu același nume.

 Acest articol despre o localitate din județul Constanța este deocamdată un ciot. Puteți ajuta Wikipedia prin completarea lui.